# Colombier (Québec)
Pour les articles homonymes, voir Colombier.
Colombier est une municipalité du Québec située dans la municipalité régionale de comté de La Haute-Côte-Nord et dans la région administrative de la Côte-Nord. On y accède par la route 138.

## Toponymie
La municipalité est nommée en l'honneur de Charles-Roger des Colombiers, commerçant de fourrures, bourgeois et échevin de Québec au temps de Frontenac. La sainte patronne de la paroisse locale est Thérèse de Lisieux.

## Histoire
C'est en 1936 que quelques familles de colons débarquent à l'Anse-aux-Bouleaux et s'installent dans ce qui deviendra Sainte-Thérèse de Colombier. D'autres secteurs (qui forment avec Sainte-Thérèse de Colombier la municipalité de Colombier) seront aussi colonisés dont : 
- Rivière-Bersimis
- Les Îlets-Jérémie
- Cap-Colombier
- Saint-Marc-de-Latour

### Chronologie
- 1er janvier 1946 : Élection de la municipalité de Colombier.

## Démographie

### Population
| 1951  | 1956  | 1961  | 1966  | 1971  |
| ----- | ----- | ----- | ----- | ----- |
| 1 374 | 1 495 | 1 619 | 1 555 | 1 337 |

| 1976  | 1981  | 1986  | 1991 | 1996 |
| ----- | ----- | ----- | ---- | ---- |
| 1 232 | 1 213 | 1 113 | 973  | 947  |

| 2001 | 2006 | 2011 | 2016 | 2021 |
| ---- | ---- | ---- | ---- | ---- |
| 890  | 817  | 747  | 685  | 635  |

### Langues
En 2011, sur une population de 745 habitants, Colombier comptait 100 % de francophones.

## Administration
Les élections municipales se font en bloc pour le maire et les six conseillers.
| Colombier Maires depuis 2001                                                                                         |                       |         |          |
| Élection | Maire                 | Qualité | Résultat |
| 2001 | Gérard Tremblay       |         | Voir     |
| 2005 | Jean-Roch Barbeau     |         | Voir     |
| 2009 | Jean-Claude Degrace   |         | Voir     |
| n/d | Jean-Roch Barbeau     |         | Voir     |
| 2013 | Jean-Roch Barbeau     | Voir    |          |
| 2017 | Marie-France Imbeault |         | Voir     |
| 2021 | Claire Savard         |         | Voir     |
| Élection partielle en italique Depuis 2005, les élections sont simultanées dans toutes les municipalités québécoises |                       |         |          |

## Économie
Depuis 2004, l'économie locale est principalement soutenue par l'exploitation de tourbières situées dans la municipalité. Sungro Horticulture exploite deux tourbières et emploie plus d'une vingtaine de personnes.

## Représentations fédérale et provinciale
Colombier fait partie de la circonscription électorale de Manicouagan au Parlement du Canada et de la circonscription de René-Lévesque à l'Assemblée nationale du Québec.